# طب الليزر

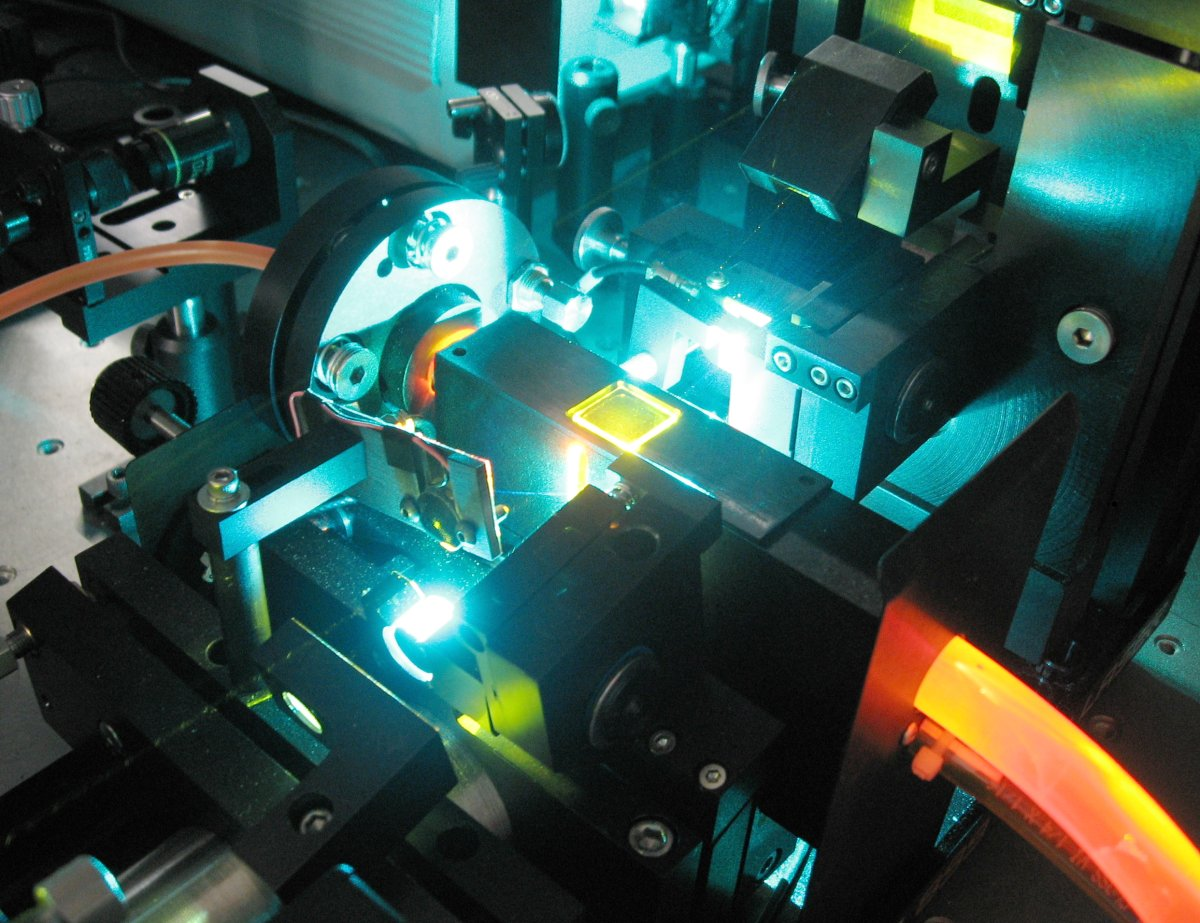
ليزر صبغة الرودامين ذو الموجة المستمرة ينبعث بالقرب من تردد 590 نانومتر، يستخدم عادة في أنظمة الليزر الطبية المبكرة.

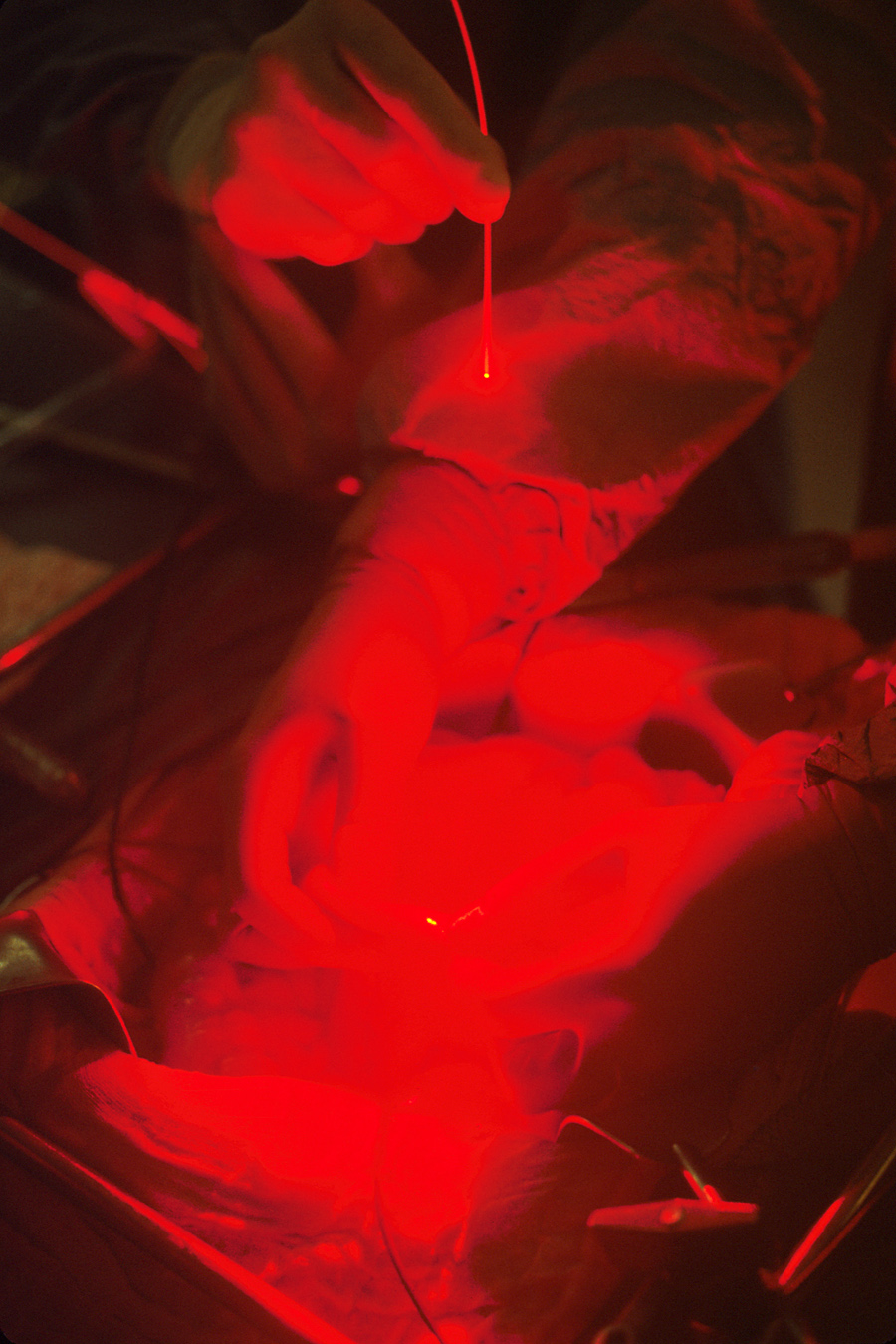
تسليم إشعاع الليزر عن طريق الألياف، لغرض العلاج الضوئي لعلاج السرطان.

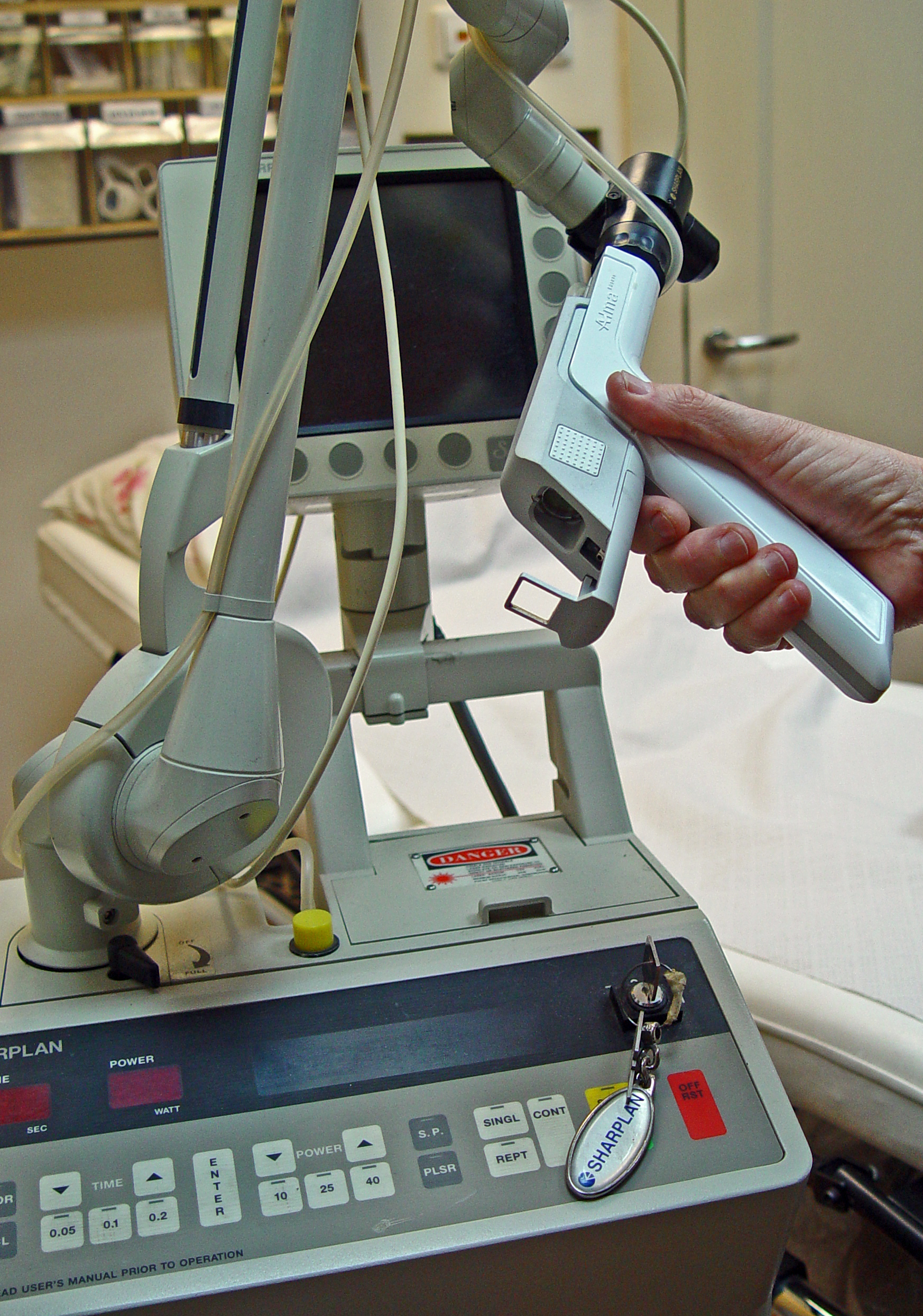
ليزر ثنائي أكسيد الكربون 40 واط المستعمل في طب الأنف والأذن والحنجرة وطب النساء وطب الجلد وجراحة الفم وطب الأقدام.

يشمل طب الليزر التشخيص بواسطة الليزر والعلاج بالليزر والعلاج والمداواة به كما في العلاج الضوئي.

## أنواع الليزر
تشمل أنواع الليزر المستعملة في الطب أي نوع من أنواع الليزر، لكن أبرزها:
- ليزر ثنائي أكسيد الكربون،[3] يستعمل لقطع وتبخير واجتثاث والتخثر الضوئي للأنسجة الرخوة.[4]
- ليزر الدايودs[5]
- ليزر الصبغة[2][6]
- ليزر إكسيمر
- ألياف الليزرs[7]
- ليزر الغاز
- ليزر الإلكترون الحر
- ليزر أشباه الموصلات[8]

## الاستعمالات الطبية
من الأمثلة على العمليات والممارسات والأجهزة والتخصصات التي يستعمل فيها الليزر:
- رأب الوعاء[6]
- تشخيص السرطان[8][9]
- علاج السرطان[10]
- طب الجلد التجميلي مثل معالجة الندوب وتجديد الجلد وإزالة الشعر بالليزر وإزالة الوشوم[6]
- طب الجلد[6] مثل علاج الميلانوما
- استئصال اللجام
- تفتيت الحصاة[6]
- تصوير الثدي الشعاعي بالليزر[11]
- التصوير التشخيصي الطبي[11]
- الدراسة بالمجهر[12][13]
- طب العيون (يشمل الليزك والتخثير الضوئي بالليزر)
- تصوير مقطعي للتماسك البصري[7]
- علم البصريات الوراثي
- استئصال البروستات
- جراحة التجميل، مثل شفط الدهون بالليزر[14]
- الجراحة،[7][15] لغرض اجتثاث وكوي الأنسجة